# Fondaco dei Turchi

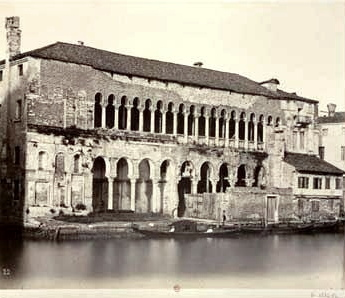
Il Fontego dei Turchi nel 1853-1858, poco prima del restauro. Foto di Carlo Naya

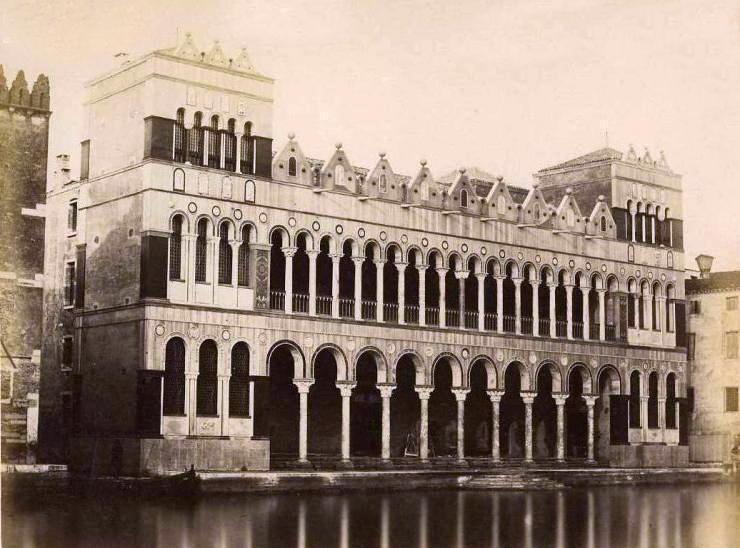
Il Fontego dei Turchi nel 1870, subito dopo il restauro. Foto di Carlo Naya

Il Fondaco dei Turchi (Fontego dei Turchi in veneto) è un palazzo di Venezia, situato nel sestiere di Santa Croce e affacciato sul Canal Grande, accanto al Fontego del Megio e di fronte alla chiesa di San Marcuola di Cannaregio.

## Storia
Il palazzo risale al XIII secolo: fu costruito attorno al 1225 su commissione di Giacomo Palmieri, console del comune di Pesaro ed identificato come il fondatore della famiglia Pesaro. Nel 1381 la Serenissima Repubblica di Venezia ne divenne proprietaria col fine di farne dono a Niccolò II d'Este per il suo appoggio durante la guerra di Chioggia, combattuta contro la Repubblica di Genova. La proprietà della famiglia Este sull'edificio fu però discontinua, dato che il palazzo venne concesso e sequestrato più volte a seconda dei rapporti politici vigenti tra le due repubbliche marinare.
La proprietà di tale famiglia sull'edificio cessò nel 1509, anno in cui la Repubblica lo sequestrò a Alfonso I d'Este per farne dono a papa Giulio II, che ne aveva fatto espressamente richiesta. Successivamente passò a papa Leone X, che lo donò al prelato Altobello Averoldi. Nel 1527 la Repubblica lo rese nuovamente agli Este, essendo questi ritornati ad essere alleati alla Serenissima. Nel 1602 tale famiglia lo venderà però al cardinale Aldobrandini, che lo venderà nel 1618 ad Antonio Priuli, eletto doge quello stesso anno.
A partire dal 1608 venne avanzata la teoria di destinare un edificio cittadino a sede dei mercanti turchi ottomani. La proposta si concretizzò solo nel 1621: in tale occasione l'edificio venne convertito a sede commerciale e vi furono realizzati magazzini, lavatoi, servizi, camere da letto. Il palazzo mantenne questa funzione dal XVII al XIX secolo. Nel 1732 l'edificio, che già versava in condizioni di degrado a causa dell'arresto del commercio con l'Oriente legato alla Guerra di Candia, subì un crollo interno. In seguito passò prima ai Pesaro e poi ai Manin.
Nel 1860 il Comune di Venezia lo acquistò per 80000 fiorini e lo adibì, dopo un profondo e discutibile restauro, a sede museale. Nel 1865 vi fu posto il Museo Correr, oggi in piazza San Marco. Dal 1923 ospita il Museo civico di storia naturale di Venezia.

## Descrizione
Il Fontego dei Turchi è un palazzo di due piani, oggetto di un restauro volto a ricostruirlo in una forma il più possibile similare all'originale, realizzato a partire dal 1869 secondo un progetto di Federico Berchet e protrattosi per circa un cinquantennio. Tuttavia sono leggibili ancora alcuni elementi della struttura tipica del fondaco e del disegno stilistico veneto-bizantino che caratterizzava l'architettura veneziana del XIII secolo: l'altezza contenuta dell'edificio è carattere comune ai fondachi, avendo essi soprattutto funzione di magazzino.
La facciata presenta un piano terra segnato da dieci archi a tutto sesto e una loggia con diciotto arcate di dimensioni minori, realizzato ispirandosi alla vecchia facciata. Ai lati Berchet aggiunse due torrette, articolate su tre livelli. Tutta la facciata è sovrastata da merli, assenti prima della ricostruzione. Molte delle decorazioni (patere, sculture, cornici) impiegate nel restauro sono materiali di recupero o falsi scultorei realizzati ispirandosi all'architettura bizantina.
Le stanze dell'edificio si affacciano su una corte centrale recante al piano terra un porticato.

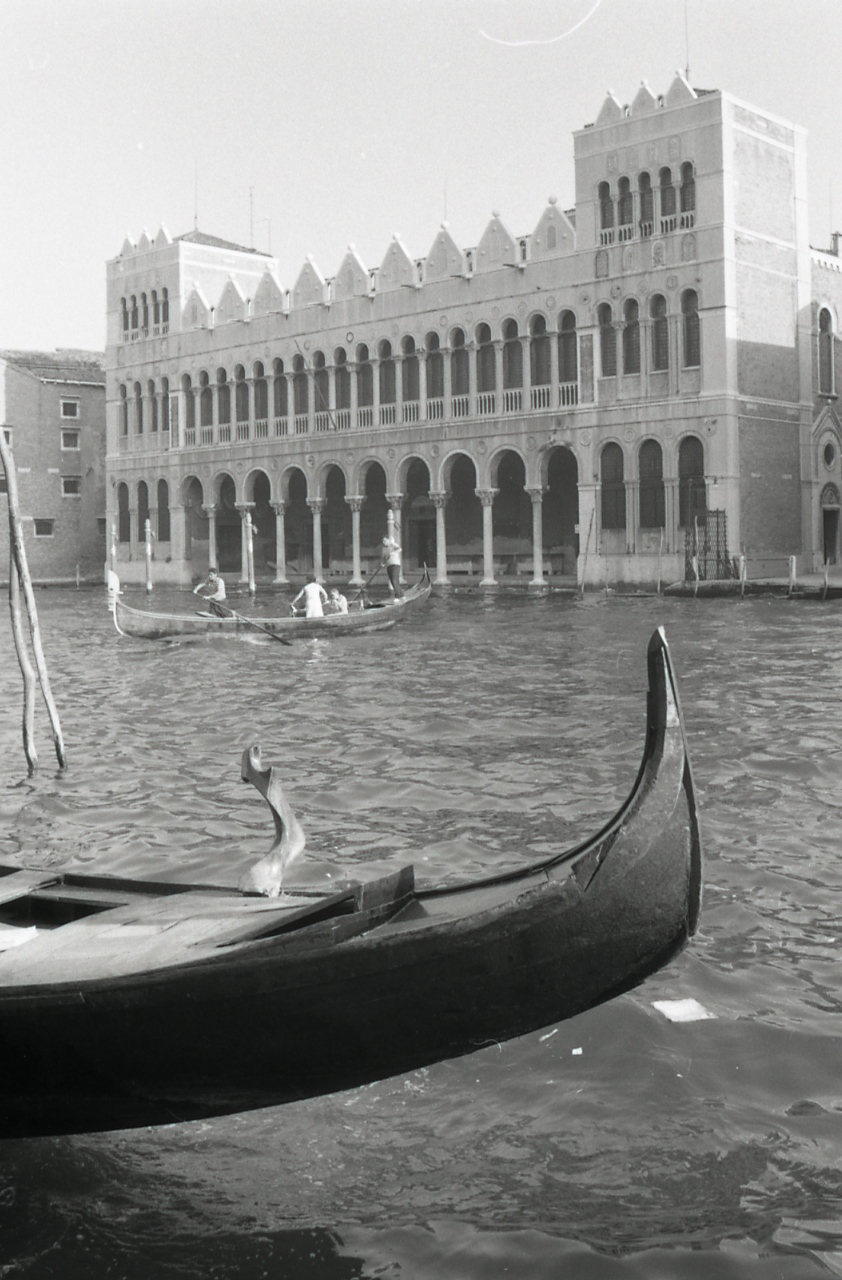
Il palazzo visto dalla riva opposta del Canal Grande in una foto di Paolo Monti del 1969
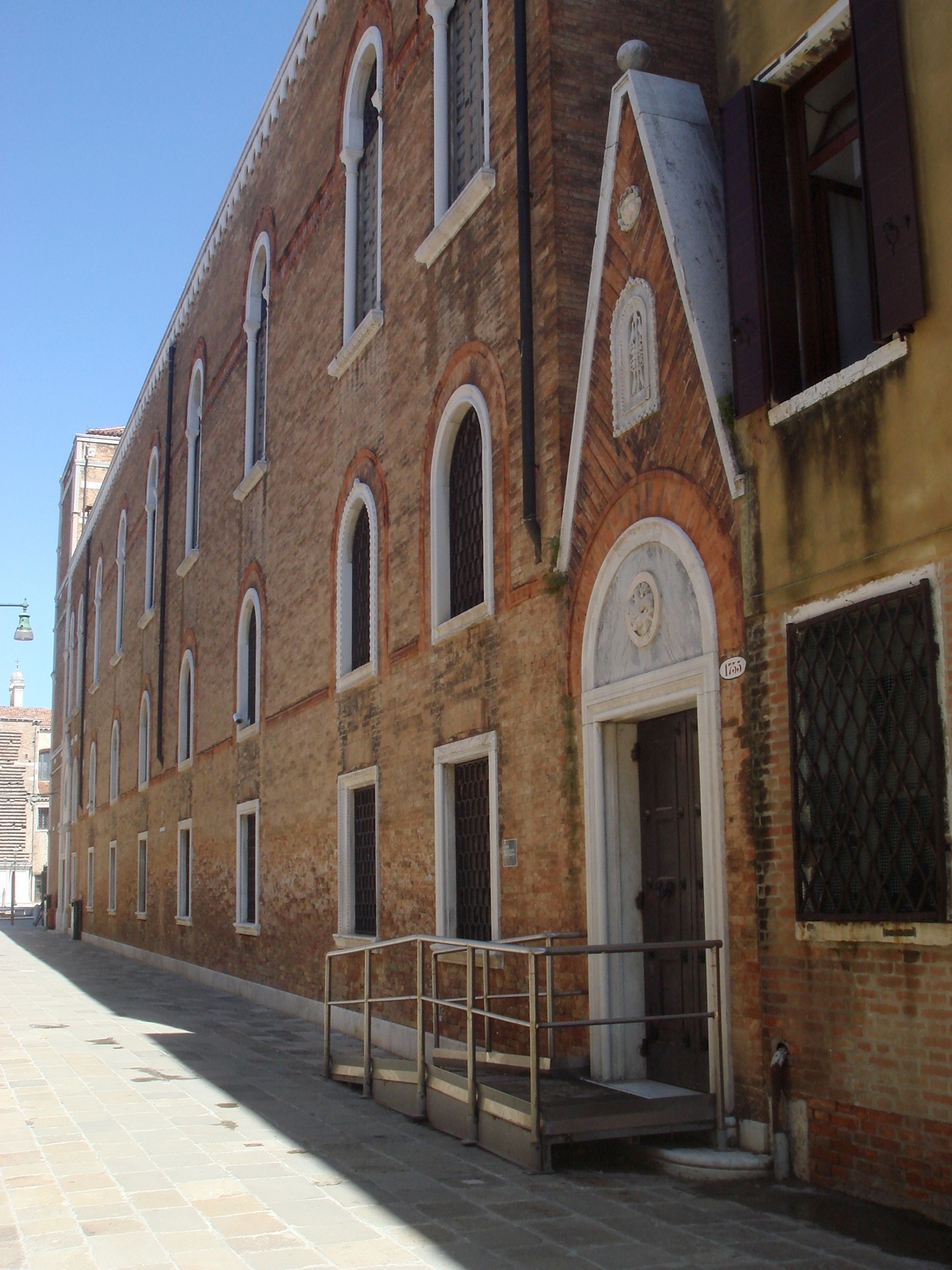
Veduta laterale
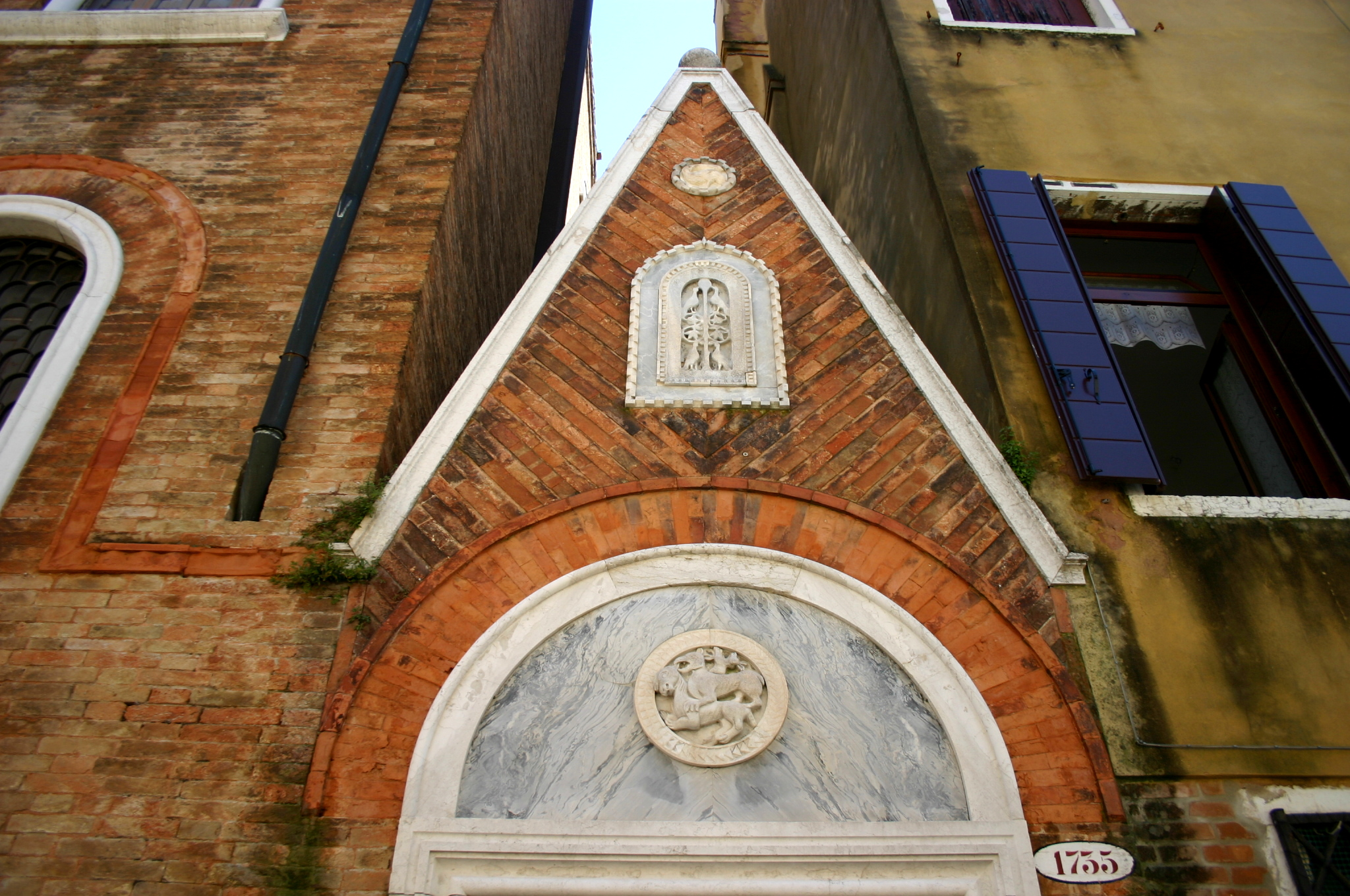
Particolare di decorazione di un ingresso laterale
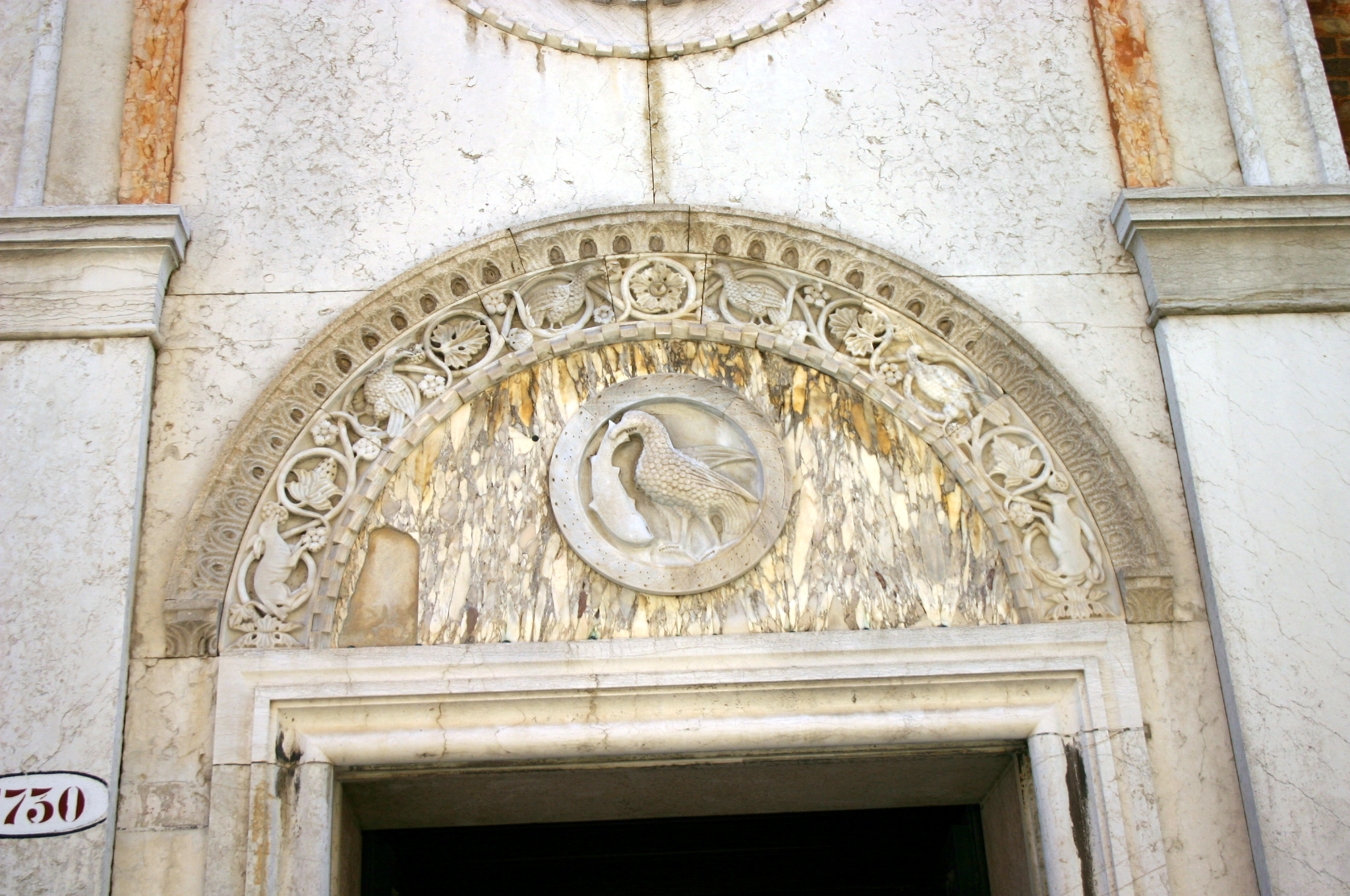
Particolare di decorazione di un ingresso laterale
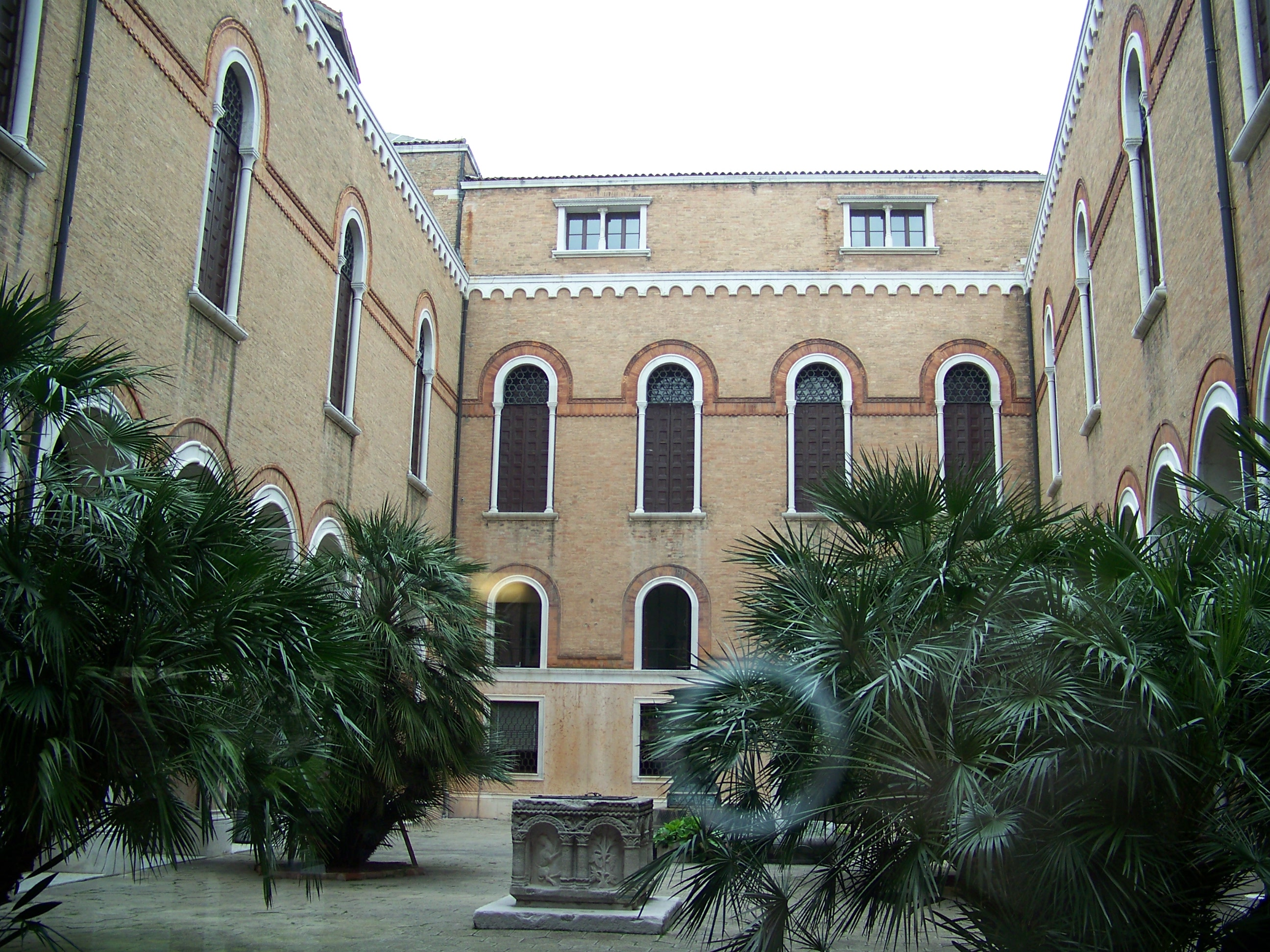
Foto della corte interna

## Museo di Storia Naturale di Venezia Giancarlo Ligabue

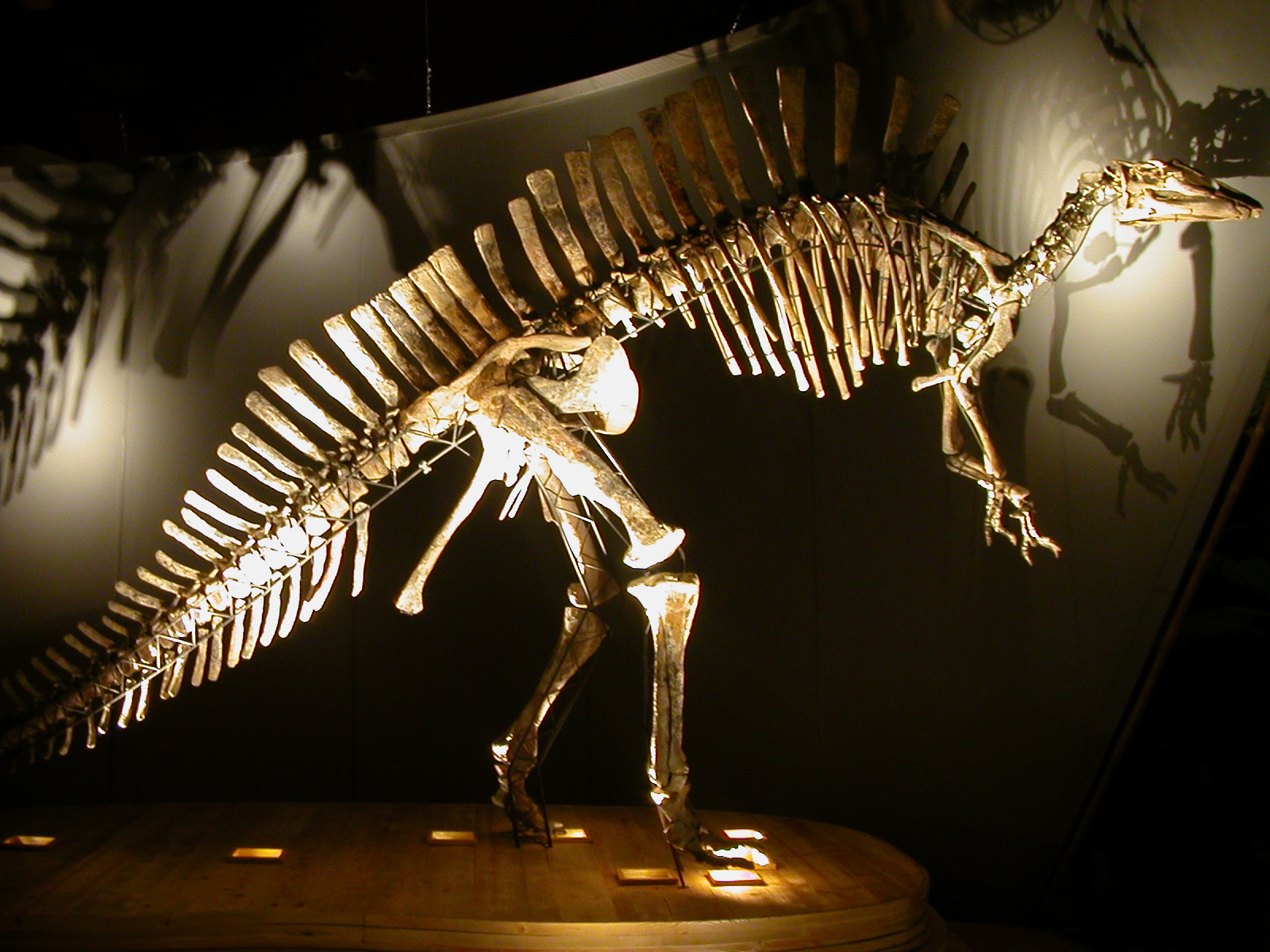
Foto all'interno, Museo civico di storia naturale (Venezia)

Il museo nacque dalla volontà di raccogliere varie collezioni naturalistiche site nella città lagunare, in precedenza di differenti proprietà tra le quali si citano il Museo Correr, l'Istituto veneto di scienze, lettere ed arti e il conte Alessandro Pericle Ninni. Cogliendo l'occasione dello spostamento del Correr nell'attuale sede delle Procuratie Nuove nel 1922, il museo nacque per iniziativa di Silvio Coen. Le collezioni più notevoli sono la collezione entomologica Giordani Soika (presente dal 1983), la raccolta naturalistica Bisacco Palazzi (presente dal 1986), la collezione malacologica Cesari (presente dal 1993), la collezione ornitologica Perale e la collezione Ligabue, recante tra gli altri reperti fossili.

## Persone legate al Fontego dei Turchi
- Niccolò II d'Este: nel 1381 il Fondaco fu ceduto al marchese del Ducato di Ferrara dalla Repubblica.
- Giovanni VIII Paleologo: imperatore bizantino, fu ospite del Fontego nel 1438.
- Altobello Averoldi: vescovo, uno dei principali ispiratori del rinascimento bresciano.
- Alfonso II d'Este: duca di Ferrara, ospite del Fontego nel 1562.
- Saddo Drisdi, l'ultimo turco che abitò nel Fondaco e vi fu scacciato dalle autorità austriache nel 1838.